# Sirens of the Ditch
Sirens of the Ditch è il primo album in studio da solista del cantante statunitense Jason Isbell (ex Drive-By Truckers), pubblicato nel 2007.

## Tracce
1. Brand New Kind of Actress – 5:35
2. Down in a Hole – 4:22
3. Try – 4:52
4. Chicago Promenade – 3:23
5. Dress Blues – 4:11
6. Grown – 3:46
7. Hurricanes and Hand Grenades – 5:11
8. In a Razor Town – 3:19
9. Shotgun Wedding – 3:49
10. The Magician – 4:20
11. The Devil Is My Running Mate – 3:45

Edizione Deluxe - Tracce Bonus
1. Whisper – 4:41
2. Crystal Clear
3. The Assassin – 3:40
4. Racetrack Romeo

## Formazione
- Jason Isbell - banjo, basso, dobro, chitarra acustica, chitarra elettrica, organo Hammond, piano, voce, cori, Wurlitzer
- David Barbe - tastiera
- Mike Dillon - batteria
- David Hood - basso
- Patterson Hood - chitarra acustica, chitarra elettrica
- Clay Leverett - cori
- Brad Morgan - batteria
- John Neff - pedal steel guitar
- Spooner Oldham - organo Hammond
- Shonna Tucker - basso, cori